# コンコルソムジカアルテ
MusicArte（Concorso MusicArte／コンコルソ・ムジカアルテ）は、日本イタリア協会が主催する日本の音楽コンクール。2009年創設。
当該の日本イタリア協会創始者である中川牧三は、イタリアのミラノにおいて「発声をベルカントの神様、アルフレッド・チェッキに師事し現在のベルカントオペラの基礎を拓いた」といわれる。 
当該の日本イタリア協会は毎日新聞社と日本の声楽のコンクールであるイタリア声楽コンコルソ　も主催。

## 部門
ステッラ部門（上級）
クルトゥーラ部門（中級）
ジョイア部門（初級）
※年齢制限無し。